# موراي كان
موراي كان (بالإنجليزية: Murray Kane)‏ هو عازف جاز أمريكي، ولد في 26 مايو 1915، وتوفي في 31 يناير 1986.

## وصلات خارجية
- موراي كان على موقع ميوزك برينز (الإنجليزية)
- موراي كان على موقع ميوزك برينز (الإنجليزية)
- موراي كان على موقع أول ميوزيك (الإنجليزية)
- موراي كان على موقع ديسكوغز (الإنجليزية)